# ابو طاهر مروزی
قطب‌الزمان محمد ابو طاهر مروزی یک فیلسوف برجسته ایرانی سده ۱۲ از خوارزم بود.
وی در سال ۱۱۴۴ در سرخس درگذشت.